# Nadleśnictwo Babki
Nadleśnictwo Babki – jednostka organizacyjna Lasów Państwowych podległa Regionalnej Dyrekcji Lasów Państwowych w Poznaniu.
Nadleśnictwo podzielone jest na dwa obręby: Kórnik i Babki w ich skład wchodzi 9 leśnictw: Drapałka, Kobylepole, Mieczewo, Rogalin, Mechowo, Błażejewo, Czmoń, Łękno, Mechlin. W ramach nadleśnictwa działa także szkółka Odrzykożuch.

## Położenie
Nadleśnictwo położone jest w województwie wielkopolskim, na obszarze trzech powiatów Poznańskiego, Średzkiego oraz Śremskiego. Składa się z dwóch obrębów: Babki i Kórnik.
Lasy położone są w samym centrum Wielkopolski między 16°52'21" a 17°11'29" długości geograficznej wschodniej oraz 52°05'40" a 52°27'40" szerokości geograficznej północnej.

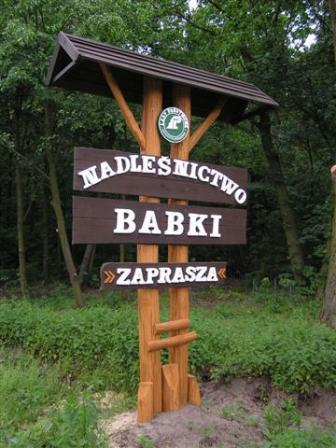

Granicę zachodnią i południową nadleśnictwa stanowi rzeka Warta, wschodnią wyznacza Struga Średzka, natomiast północną – rzeka Główna. Swym zasięgiem obejmuje teren gmin: Mosina, Kórnik, Śrem, Swarzędz, Pobiedziska, Murowana Goślina, Kleszczewo i Zaniemyśl oraz miast: Poznań, Swarzędz, Kórnik i Luboń.
Administracyjnie podlega Regionalnej Dyrekcji Lasów Państwowych w Poznaniu, zajmując jej północną część. 
Z Nadleśnictwem Babki sąsiaduje pięć nadleśnictw poznańskiej RDLP: od północy Lasy Komunalne miasta Poznania i Nadleśnictwo Łopuchówko, od wschodu Nadleśnictwo Czerniejewo, od południa Nadleśnictwa Jarocin i Piaski. Od zachodu Nadleśnictwo Babki graniczy z Nadleśnictwem Konstantynowo oraz Wielkopolskim Parkiem Narodowym.
Pod względem regionalizacji przyrodniczo-leśnej opartej na właściwościach ekologiczno-fizjograficznych warunkujących możliwości rozwoju lasów i ich wielorakich funkcji Nadleśnictwo Babki znajduje się na terenie:
- Kraina Wielkopolsko-Pomorska (III)
  - Dzielnica Niziny Wielkopolsko-Kujawskiej (III.7)
    - Mezoregion Pojezierza Wielkopolskiego (III.7b)

Według regionalizacji fizyczno-geograficznej opartej na ukształtowaniu i strukturach geologicznych tereny Nadleśnictwa zaliczono:
- Obszar – Europa Zachodnia (1-924)
  - Podobszar – Pozaalpejska Europa Środkowa (1-924.3)
    - Prowincja – Niż Środkowoeuropejski (31)
      - Podprowincja – Pojezierza Południowobałtyckie (314-316)
        - Makroregion – Pojezierze Wielkopolskie (315.5)
          - Mezoregion – Poznański Przełom Warty (315.52)
            - Równina Wrzesińska (315.56)

        - Makroregion – Pradolina Warciańsko-Odrzańska (315.6)
          - Mezoregion – Kotlina Śremska (315.64)

## Charakterystyka warunków przyrodniczych

### Rzeźba terenu
Nadleśnictwo Babki położone jest na wysokości 100–130 m n.p.m. Dominuje na jego obszarze płaski sporadycznie lekko falisty typ rzeźby terenu. Deniwelacje są niewielkie, a zmiany wysokości następują łagodnie.

### Warunki glebowe
Wśród wyróżnionych 10 typów gleb największy udział powierzchniowy wykazują gleby brunatne zajmujące 33,4% powierzchni, gleby bielicowe – 27,3% oraz gleby rdzawe – 21,8%.

### Warunki wodne
Pod względem hydrograficznym obszar Nadleśnictwa Babki położony jest w zlewisku Morza Bałtyckiego, w zlewni Odry (dział wodny I rzędu), w dorzeczu Warty (dział wodny II rzędu). Dopływami niższego rzędu są: Głuszynka i Średzka Struga.
Główną rzeką Nadleśnictwa Babki jest płynąca ze wschodu na północ rzeka Warta. Rzeka ta stanowi naturalną, zachodnią i południową granicę zasięgu Nadleśnictwa. Jej dopływy to Głuszynka (Kamionka) zwana także w górnym biegu Koplem. Dopływem Kopla jest ciek Michałówka. W części północnej Nadleśnictwa płynie Główna – prawobrzeżny dopływ Warty. Wschodnią część Nadleśnictwa odwadnia Średzka Struga (prawobrzeżny dopływ Maskawy).
W południowej części Nadleśnictwa Babki położony jest ciąg jezior o nazwie rynna Kórnicko-Zaniemyska. Tworzą ją, wymieniając od południa w kierunku północnym, następujące jeziora: Raczyńskie, Łękno, Jeziory Małe, Jeziory Wielkie, Bnińskie, Kórnickie, Skrzyneckie Duże, Skrzyneckie Małe i silnie zarastające jezioro Borówieckie o charakterze torfowiska niskiego.

## Powierzchnia
Powierzchnia ogólna nadleśnictwa wynosi 12 270,56 ha (w tym powierzchnia lasów: 11 721,27 ha).

## Historia
Lasy obecnego Nadleśnictwa Babki przed II wojną światową stanowiły własność:
- prywatną (głównie majątkową i chłopską) około 5884 ha
- Fundacji Kórnickiej około 4107 ha
- Lasów Państwowych około 381 ha

Po wojnie w 1945 roku z kompleksów leśnych należących do osób prywatnych utworzono cztery Nadleśnictwa: Kórnik, Ludwikowo, Poznań i Wierzonka (zlikwidowane w październiku 1946). W 1947 roku (od 1 października) z Nadleśnictwa Kórnik wyodrębniono Nadleśnictwo Babki, które od 1.01.1976 roku do 31.XII.1994 roku składało się z trzech obrębów: Babki, Dziewicza Góra i Kórnik.
Zgodnie z dalszymi zarządzeniami Ministra Ochrony Środowiska, Zasobów Naturalnych i Leśnictwa z dnia 28.XII.1994 roku oraz Dyrektora Regionalnej Dyrekcji Lasów Państwowych w Poznaniu z dnia 6.I.1995 roku utworzono z terenów Obrębu Biedrusko (Nadleśnictwo Oborniki) i Obrębu Dziewicza Góra (Nadleśnictwo Babki), nowe nieistniejące dzisiaj Nadleśnictwo Czerwonak.
Od 2007 roku po korekcie powierzchni i zasięgu terytorialnego Nadleśnictwa Babki (oraz Łopuchówko, Zarządzenie DGLP nr 47 z dnia 22 sierpnia 2007 roku w sprawie wprowadzenia zmian w powierzchni i zasięgu terytorialnym Nadleśnictwa Babki i Łopuchówko Regionalnej Dyrekcji Lasów Państwowych w Poznaniu) powiększono je o Leśnictwo Mechowo oraz kompleks leśny Antoninek.